# Eugyndes flavolimbatus
Eugyndes flavolimbatus is een hooiwagen uit de familie Gonyleptidae.